# Laeops natalensis
Laeops natalensis är en fiskart som beskrevs av Norman, 1931. Laeops natalensis ingår i släktet Laeops och familjen tungevarsfiskar. Inga underarter finns listade i Catalogue of Life.